# تيد باتريك
تيد باتريك (بالإنجليزية: Ted Patrick)‏ هو كاتب أمريكي، ولد في 1930 في تشاتانوغا في الولايات المتحدة.